# 施泰因科格爾山 (格拉茨高地)
47°06′18″N 15°21′30″E / 47.1050568°N 15.3584277°E

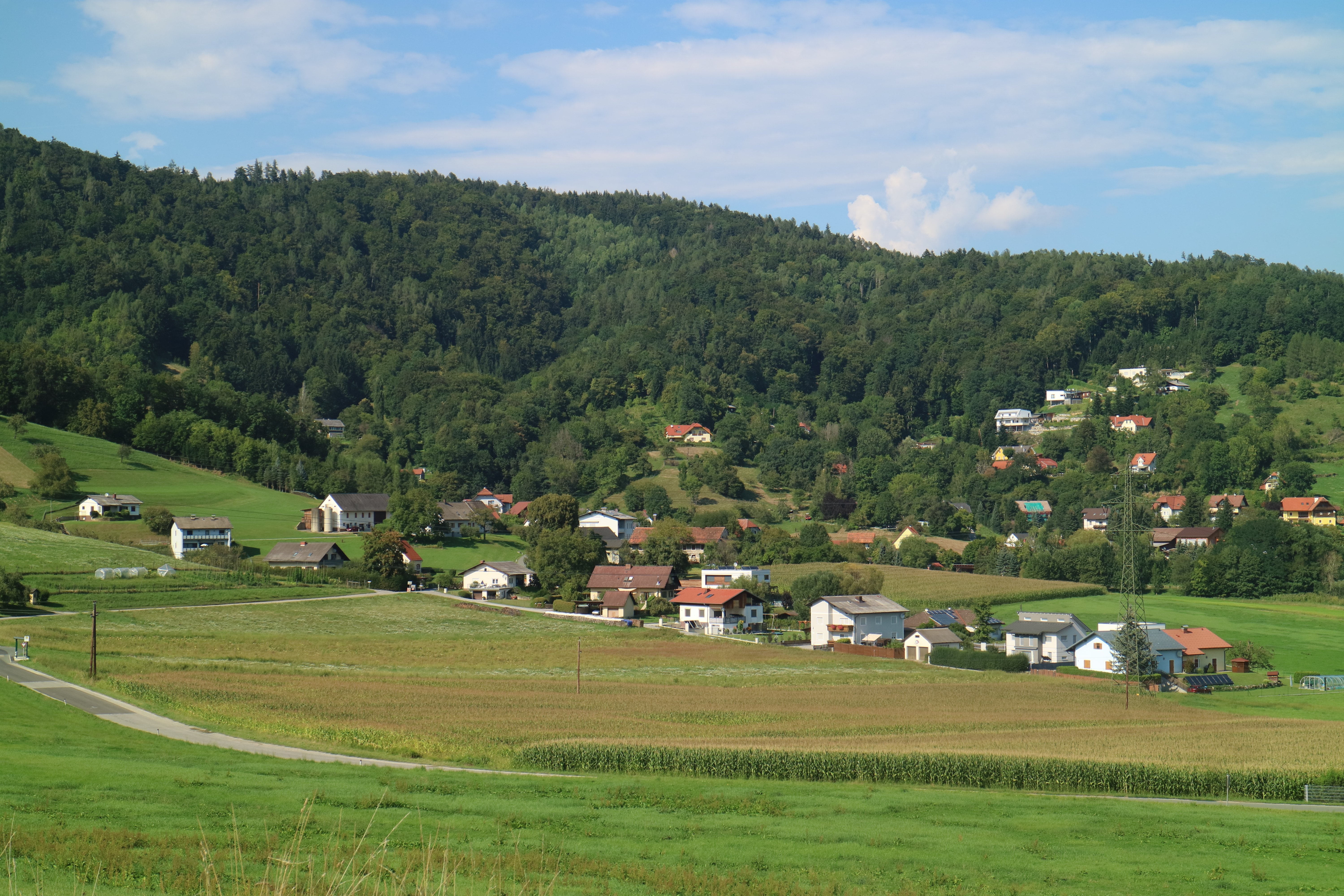

施泰因科格爾山（德語：Steinkogel），是奧地利的山峰，位於該國東南部，由施泰爾馬克州負責管轄，屬於格拉茨高地的一部分，距離菲爾斯滕施坦德山2.5公里，海拔高度742米，每年平均降雨量1,671毫米。